# Raoul Savoy
Raoul Savoy (* 18. Mai 1973 in Sainte-Croix VD) ist ein schweizerisch-spanischer Fußballtrainer.

## Trainerkarriere
Savoy, der seine Laufbahn als Torwart im Amateurbereich im Alter von 28 Jahren wegen Schulterbeschwerden beendete, nahm 2002 ein Angebot von Tonnerre Yaoundé aus Kamerun an. Anschließend arbeitete er in Marokko. Nach weiteren Stationen auf dem afrikanischen Kontinent, darunter als Nationaltrainer von Äthiopien und Swasiland, übernahm er 2011 erstmals das Traineramt bei einem namhaften Schweizer Verein (Neuchâtel Xamax).
2012 wechselte er nach Algerien, wo er den MC Oran und 2013 den MC El Eulma leitete. Im Sommer 2013 trat Savoy das Traineramt bei der U21-Mannschaft des FC Sion an. Anschließend war er in erster Amtszeit Trainer der zentralafrikanische Fußballnationalmannschaft. Am 15. Mai 2015 wurde er zum Trainer der gambischen Fußballnationalmannschaft ernannt. Im Dezember 2015 verließ er die Mannschaft.
Im Februar 2017 war er ein Anwärter auf das Amt des Trainers der ruandischen Nationalmannschaft, erhielt aber nicht den Zuschlag. Später wurde er erneut Trainer der Zentralafrikanische Republik und blieb bis März 2019. 2021 kehrte er in dieses Amt zurück. Im Herbst 2024 wurde Savoy vom Sportminister der Zentralafrikanischen Republik entlassen.
Im August 2025 trat Savoy das Amt des Nationaltrainers des Tschad an.